# Scrisoarea celor 66
Scrisoarea celor 66 a fost o scrisoare deschisă publicată la 17 septembrie 1988 în revista Învățământul public din Chișinău, semnată de 66 de personalități din diverse domenii, prin care se solicita Comisiei interdepartamentale a Prezidiului Sovietului Suprem al RSS Moldovenești pentru studierea istoriei și problemelor dezvoltării limbii moldovenești recunoașterea limbii române ca limbă de stat în Republica Sovietică Socialistă Moldovenească și revenirea la grafia latină. Peste o săptămână dupa publicare, scrisoarea a fost reprodusă și în revista Literatura și Arta.

## Context istoric
În perioada sovietică, autoritățile comuniste promovau conceptul de „limba moldovenească” distinctă de limba română, utilizând alfabetul chirilic. Această politică lingvistică a dus la degradarea limbii materne și la confuzie identitară în rândul populației băștinașe. 

## Inițiativa și semnatarii
Inițiativa redactării scrisorii a aparținut lingviștilor Emil Mândâcanu (fiul lui Valentin Mândâcanu), Vlad Pohilă și matematicianului Viorel I. Cibotaru. Aceștia au reușit să obțină semnăturile a 66 de personalități, printre care lingviști, scriitori, oameni de artă, matematicieni, biologi și psihologi. 

### Lista semnatarilor[4]
1. Bogdan Istru, scriitor al poporului din Moldova, membru-corespondent al AȘ a RSSM;
2. Marcu Gabinschi, doctor în științe filologice; 
3. A. Evdoșenco, doctor în științe filologice;
4. Vasile Bahnaru, candidat în științe filologice;
5. Alexandru Burlacu, candidat în științe filologice; 
6. Anatol Gavrilov, candidat în științe filologice;
7. Ion Ețcu, candidat în științe filologice;
8. Ion Zaporojan, candidat în științe filologice; 
9. F. Cotelnic, candidat în științe filologice;
10. Emil Mândâcanu, candidat în științe filologice; 
11. V. Purice, candidat în științe filologice; 
12. Nicolae Raevschi, candidat în științe filologice;
13. C. Tănase, candidat în științe filologice; 
14. Andrei Țurcanu, candidat în științe filologice; 
15. A. Cenușă, candidat în științe filologice; 
16. V. Cirimpei, candidat în științe filologice; 
17. Vasile Ciocanu, candidat în științe filologice; 
18. Valeriu Cupcea, artist al poporului din RSSM
19. V. Rusu, artist al poporului din RSSM; 
20. Mihail Grecu, artist plastic al poporului din RSSM;
21. Emil Loteanu, artist al poporului din RSFSR;
22. Veniamin Apostol, maestru emerit al artelor din RSSM;
23. Glebus Sainciuc, artist plastic emerit al RSSM;
24. Vasile Iovu, artist emerit al RSSM;
25. Andrei Vartic, laureat al premiului „B. Glavan” al Comsomolului din Moldova; 
26. Valeriu Babansky, membru al Uniunii Scriitorilor din URSS;
27. Vasile Badiu, membru al Uniunii Scriitorilor din URSS;
28. Vladimir Beșleagă, membru al Uniunii Scriitorilor din URSS;
29. A. Brodschii, membru al Uniunii Scriitorilor din URSS;
30. V. Vasilache, membru al Uniunii Scriitorilor din URSS;
31. Nicolae Esinencu, membru al Uniunii Scriitorilor din URSS;
32. V. Zbârciob, membru al Uniunii Scriitorilor din URSS;
33. Alexandru Cosmescu, membru al Uniunii scriitorilor din URSS;
34. Leonida Lari, membru al Uniunii Scriitorilor din URSS;
35. Gheorghe Malarciuc, membru al Uniunii Scriitorilor din URSS;
36. Dumitru Matcovschi, membru al Uniunii Scriitorilor din URSS;
37. Valentin Mândâcanu, membru al Uniunii Scriitorilor din URSS;
38. Serafim Saka, membru al Uniunii Scriitorilor din URSS;
39. Andrei Strâmbeanu, membru al Uniunii Scriitorilor din URSS;
40. Arcadie Suceveanu, membru al Uniunii Scriitorilor din URSS;
41. Ion Hadârcă, membru al Uniunii Scriitorilor din URSS; 
42. Ion Ciocanu, membru al Uniunii Scriitorilor din URSS;
43. G. Vrabie, membru al Uniunii Artiștilor Plastici din URSS;
44. I. Păcuraru, membru al Uniunii Compozitorilor din URSS;
45. Iulia Țibulschi, membru al Uniunii Compozitorilor din URSS;
46. Ion Dediu, doctor în științe bilogice;
47. L. Bulmaga, candidat în științe istorice;
48. Ion Țurcanu, candidat în științe istorice;
49. G. Bobână, candidat în științe filozofice;
50. Ș. Lupan, candidat în științe filozofice;
51. V. Pâslaru, candidat în științe pedagogice;
52. Aurelian Silvestru, candidat în științe psihologice;
53. Valeriu Baltag, candidat în științe fizico-matematice;
54. Arcadie Barbăroșie, candidat în științe fizico-matematice; 
55. L. Dogotari, candidat în științe fizico-matematice; 
56. A. Leahu, candidat în științe fizico-matematice; 
57. M. Clima, candidat în științe fizico-matematice; 
58. A. Rotaru, candidat în științe fizico-matematice; 
59. I. Holban, candidat în științe fizico-matematice; 
60. A. Șubă, candidat în științe fizico-matematice; 
61. V. Nedelciu, candidat în științe tehnice;
62. P. Balmuș, membru al Uniunii jurnaliștilor din URSS;
63. D. Mihail, membru al Uniunii jurnaliștilor din URSS; 
64. Irina Condrea, membru al Uniunii jurnaliștilor din URSS; 
65. I. Conțescu, colaborator științific;
66. Vlad Pohilă, colaborator științific.

## Conținutul scrisorii
Semnatarii au cerut stoparea teoriei celor „două limbi” romanice din nordul Dunării și recunoașterea limbii române ca limbă de stat. Ei au subliniat necesitatea ca limba maternă să fie utilizată în toate domeniile vieții, similar cu situația altor limbi romanice. 
| “ | Sperăm că prin activitatea Comisiei se va pune capăt unui capitol rușinos al lingvisticii conjuncturiste din republică – teoria celor «două limbi» romanice din nordul Dunării. Ne-am convins cu toții că această poziție compromisă s-a soldat cu un singur efect sinistru – degradarea pe toate căile a limbii materne vorbite de băștinașii din Moldova Sovietică, mutilarea conștiinței lingvistice și gândirii lor. (...) Limba noastră trebuie să se afle în aceleași condiții de funcționare ca și spaniola în țările Americii Latine sau germana în Austria. Cu alte cuvinte, abia după ce mai multe generații de moldoveni își vor întrebuința limba maternă în toate domeniile vieții lor, abia atunci vom fi în drept să întrebăm: limba română sau variantă a limbii române? | ” |

## Impactul și reacțiile
Publicarea scrisorii a declanșat un val de susținere din partea populației, mii de oameni trimițând scrisori de adeziune către redacțiile care au publicat demersul. Acest eveniment a fost un factor declanșator al Mișcării de Eliberare Națională, culminând cu Marea Adunare Națională de la 27 august 1989, unde s-a cerut declararea limbii române ca limbă de stat și trecerea la grafia latină. 
Pe 31 octombrie 1988 a avut loc Consiliul științific al Institutului de limbă și literatură al AȘ a RSSM, iar marți, 1 noiembrie, a avut loc Consfătuirea de lucru a colaboratorilor Institutului de limbă și literatură cu tema „Teoria variativității și aplicării ei la situația lingvistică din RSSM”. În cadrul dezbaterilor au luat cuvântul: V. Solnțev, directorul Institutului de Lingvistică al AȘ a URSS, membru-corespondent al AȘ din URSS, A. Domașnev, directorul secției din Leningrad a Institutului de Lingvistică al AȘ din URSS, doctor în științe filologice, profesor, L. Crîsin, colaborator științific coordonator la sectorul de sociolingvistică de la Institutul de Lingvistică al AȘ a URSS, V. Mihalcenco, șefa laboratorului de sociolingvistică de la Institutul de Lingvistică al AȘ din URSS, V. Aculenco, șeful catedrei de limbi străine de la AȘ din RSS Ucraineană, membru corespondent al AȘ din Ucraina, R. Piotrovskii, conducătorul grupului de matematică aplicată de la Institutul „A. I. Herțen” din Leningrad, doctor în științe filologice, E. Volf, șefa sectorului de limbi romanice de la Institutul de Lingvistică al AȘ din URSS, doctor în științe filologice, B. Narumov, colaborator științific superior la Institutul de Lingvistică al AȘ din URSS, S. G. Berejan, directorul Institutului de Limbă și Literatură al AȘ a RSSM, doctor în științe filologice, A. Ciobanu, șef de catedră la Universitatea de Stat „V. I. Lenin” din Chișinău, doctor în științe filologice, I. Mocreac, candidat în științe filologice, Vasile Bahnaru, candidat în științe filologice, Constantin Tănase, candidat în științe filologice, I. Conțescu, colaborator științific la ICȘP, Ion Ciocanu, directorul editurii „Literatura artistică”, A. Rotaru, candidat în științe fizico-matematice, N. Raevskii, candidat în științe filologice, Valentin Mândâcanu, colaborator la ATEM, scriitor, N. Matcaș, șef de catedră la Institutul Pedagogic de Stat „Ion Creangă” din Chișinău, A. Evdoșenco, doctor în științe filologice, I. Ețcu, candidat în științe filologice, N. Cojocaru, candidat în științe filosofice, G. Cincilei, doctor în științe filologice, profesor, F. Cotelnic, candidat în științe filologice, A. Eremia, candidat în științe filologice, G. Rusnac, candidat în științe filologice, M. Gabinschi, doctor în științe filologice, I. Matcovschi, candidat în științe filologice, Institutul Pedagogic „A. Russo” din Bălți, S. Novacov, candidat în științe istorice. S-a adoptat următoarea rezoluție: 
| “ | REZOLUȚIA Consfătuirii de lucru privind teoria variativității și aplicării ei la situația lingvistică din RSSM. În urma discuției la care au participat lingviști de frunte din Moscova, Leningrad și Kiev, Consfătuirea recomandă Comisiei interdepartamentale a Prezidiului Sovietului Suprem al RSSM pentru studierea istoriei și problemelor dezvoltării limbii moldovenești: 1. Decretarea limbii naționale din RSS Moldovenească drept limbă de stat în republică. 2. Recunoașterea unității limbilor care funcționează în RSS Moldovenească și în Republica Socialistă România. 3. Revenirea la sistemul grafic latin. | ” |

Singurul vot contra a fost al filologului Ion D. Ciobanu. El si-a motivat votul astfel: 
| “ | Ce-i cu alfabetul moldovenesc? În prezent patimile în jurul limbii moldovenești și alfabetului au atins punctul culminant. Doritorii introducerii alfabetului latin (român) în RSS Moldovenească s-au repezit în goană mare să înfăptuiască asta, respingând tradiția noastră, originalitatea ei, istoria culturii, faptele creștin-religioase - toate acestea au înfăptuit progresul obștesc. Sarcina savanților este să nu se grăbească, dar a se gândi la rezolvarea întrebărilor cardinale ale limbii noastre. Altfel vorbind, a înălța principiile științifice. Nimeni nu se îndoiește de faptul, că oricare semne scrise, litere, ieroglife nu fac parte din ideologie, n-au nimic comun cu lupta de clasă. Cu toate acestea, trebuie să se țină minte, că înlocuirea unui alfabet cu altul, dacă luăm în seamă istoria neamului, tradițiile, temeliile culturii, comoditățile, practica cotidiană, legăturile sociale, internaționale într-o etapă istorică dată, poate să fie foarte păgubitoare, fiindcă o așa înlocuire poate să fie ușor folosită în scopuri contra poporului. În consecință niciodată nu trebuie de uitat despre partinitatea înaltă și concepția despre lume, ce decurg din asemenea măsuri. În fine, introducerea unui nou alfabet pentru oricare limbă, vrem noi ori nu vrem, dar, totuși, are un caracter politic. Negarea acestei idei este o absurditate complectă. Scrisul moldovenesc, după cum se știe, secole se folosește de alfabetul slavono-moldovenesc și ruso-moldovenesc. Poate alfabetul latin îi mai comod, iar cel ruso-moldovenesc - trage înapoi dezvoltarea culturii republicii? În așa caz, consider orișicare tradiție, dacă ea este o piedica, trebuie să fie dărâmată. Să examinăm mai amănunțit problema dată. Cel mai potrivit alfabet se socoate acela, care fără semne diacritice adăugătoare, diferite combinații de litere cel mai bine transmite nevoile limbii. După cum mărturisește istoria, limbile moldovenească și română pe întinsul multor veacuri s-au îmbogățit cu sunete noi: c, j, dz, g, i, ș, h, h (g ucrainesc), ă, î, care, natural, nu erau în limba latină. Aceste foneme au fost căpătate pe calea bilingvismului slavono-moldovenesc îndelungat (și nu numai slavon), care îi o moștenire generală a limbilor slave și moldovenească, română pe teritoriul pământurilor dintre Dunăre și munții Carpați. În limbile slave, ca și în limbile moldovenească și română, aceste sunete la timpul lor au căpătat și semnele (literele) potrivite. Limba latină n-avea nevoie de ele, iar românii, în limba cărora se află sunetele noi arătate mai sus, au fost nevoiți să recurgă la așa combinații de litere ori la semne diacritice ca: ă, â, î, i, j, s, t, ț, f; de (gi), gh, ce(ci), ch, care îngreuiază scrisul. Adică, alfabetul rus-moldovenesc, care are litere adăugătoare, se potrivește cu sistemul de sunete moldovenesc. În alfabetul român latin nu-i i (semnul moale) și este numai un semn i pentru literele potrivite i, i scurt, semnul moale, de care are nevoie scrisul moldovenesc. Dacă se folosește litera latină i, apare o încurcătură: a fugi, tu fugi, fugii. Literele j, s, v ș. a. în cuvintele străine pot să fie rostite altfel: i, ș, f ș. a. m. d. În alfabetul latin sunt doi de alde i (i, y), doi de alde v (v, w), patru de alde k (c, ch, k, q). Pentru a însuși cum, când de întrebuințat și de rostit un șir de litere (w, y, k, g, z, ș. a. m. d.), trebuie să fim bine cunoscuți cu ortografiile și ortoepiile măcar ale limbilor europene de bază. Folosindu-ne de alfabetul slavono-ruso-moldovenesc tradițional, astfel de greutăți nu se întâlnesc. Din spusele învățaților români se înțelege că trecerea la alfabetul latin în anul 1860 nu era nevoie practică. Acest pas a fost făcut în urma faptului că în acea vreme în Moldova și în Valahia exista așa numitul curent al latiniștilor(1830-1870), care ajunsese la apogeu. Latiniștii în chip forțat au căutat să latinizeze întreaga cultură națională. Schimonosind cuvintele românești, adepții acelui curent în chip artificial le dădeau forme latinești. În special erau alungate cuvintele românești (moldovenești) de provenire slavă. Dacă la început acel curent conținea și idei progresiste, trezea autoconștiința națională, apoi mai târziu el a căpătat un caracter reacționar: el înstrăina limba literară. Împotriva teoriei latiniștilor au ieșit cu înverșunare scriitorii cunoscuți Alecu Russo, Vasile Alecsandri, Mihai Eminescu, Bogdan Petriceicu Hașdeu ș. a., care au apărat normele progresiste ale limbii literare. Să dăm cuvântul lingviștilor de vază români referitor la problemele alfabetului. Un specialist cu autoritate în privința limbii române Tictin scrie: "Caracterul pur fonetic al alfabetului chirilic al scrisului românesc a contribuit la formarea treptată a ortografiei bazate pe reguli înțelese și precise...". Vestitul savant român cu renume mondial Iorgu Iordan a ajuns la concluzie, că pentru trecerea scrierii românești de la alfabetul chirilic la cel latin n-a fost nici un fel de nevoie științifică ori practică. Dimpotrivă. Învățatul socoate: "Datorită marelui număr de semne, scrierea limbii noastre cu alfabetul chirilic a putut fi foarte apropiată de realitatea lingvistică..." - (I. Iordan.Limba română contemporană. Buc. p. 201). Academicianul argumentează convingător principiile trecerii scrierii românești la alfabetul latin: "Scrierea cu litere latinești trebuia să dovedească, cum s-a mai spus, originea "pur latină" a limbii noastre" (tot acolo, pag. 203). Un alt învățat cunoscut român acad. Alexandru Graur declară direct: "În momentul introducerii el (alfabetul latin) a însemnat un pas înapoi..." (Introducere în lingvistică, Buc., 1958, p. 82). "Pe vremuri când româna se scria cu litere chirilice, fenomenul n-a fost subiect de neînțelegere... - afirmă Graur. - De când s-a inițiat scrierea cu litere latine, a început o gâlceavă care nici astăzi nu e stinsă". (Al. Graur. Mic tractat de ortografie. Buc. 1974, p. 114). După cum s-a mai subliniat, în limba română semnul (litera) i îi silabic (inimă); "...el, - continuă Graur, - mai marchează și o simplă muiere a consoanei precedente" (bani, bobi, dormi) (tot acolo, p. 130). În alfabetul moldovenesc se întrebuințează o literă aparte ь (miagchii znac); cea de a treia însemnătate - i (scurt). Al. Graur socoate, că a evita încurcătura e obligator să deosebim i scurt, adică să născocim o literă nouă. Cu acest scop el propune pentru й "...putem adopta unul (semn) care nu este chiar nou în scrierea noastră anume i scurt (ĭ). (Tot acolo, pag. 135). Acad. Al. Graur continuă: "Cele mai mari dificultăți le provoacă literele c (car, chiar, ceară), g (gol, ghiaur, ghindă, gen)". O parte din popoarele slave "au un semn special (ч) ceea ce este de fapt cel mai justificat: în alfabetul nostru chirilic există o literă care avea valoarea ceruta (ч)" (tot acolo p. 147). "Un semn absolut inutil care însă ne vine din latinește, și de aceia e protejat, este x (ics), - încheie Graur (tot acolo, p. 156). După cum se știe, numele străine cu alfabetul latin se scriu așa, ca în limba originalului, cu unele abateri. "Sistemul (acesta) are totuși un mare defect: cititorul care nu cunoaște limba de origine nu știe să pronunțe și astfel se ajunge la deformări ale numelor" (Al. Graur, tot acolo p. 168). Aceste nume "ne dau de multe ori mare bătaie de cap" (tot acolo p. 167). Cu alfabetul moldovenesc de azi noi scriem și rostim: Volter, Fransua Rable, Didro, Șecspir, Vașington, Varșovia, Kauki, Raimond, Voznesenskii ș. a., cu litere latinești trebuie de scris: Voltaire, Francois Rabelais, Diderot, Shakespeare, Washington, Warsovia, Cauchi, Raymond, Voznesenski, Iuvaskiyla ș. a. m. d. Ultima este familia unui învățat finlandez, însă nu știu cum se rostește. Mi se pare că comentariile sunt de prisos. Câteva cuvinte despre alfabetul latin în RASS Moldoveneasca. Când în vara anului 1932 a fost introdus forțat în republică alfabetul latin, se urmăreau doua scopuri: mai întâi, a apropia revoluția mondială. În rândul al doilea se afirma, că alfabetul latin și normele limbii literare românești vor bolșeviza, chipurile, masele truditoare nu numai din Basarabia, ci și din România burgheză. Însă, ideia asta a căpătat o acțiune inversă. Cadrele pedagogice, ce nu făcuse școala românească, continuau de fapt să predee limba nouă moldovenească (românească) în mare parte potrivit formelor dialectale din partea stângă a Nistrului. Altfel ei nici nu știau. Însă acum la toate celea s-au mai adăugat greutăți enorme ale alfabetului latin arătate mai sus de învățații români. Documentele de partid din anii aceia mărturisesc că pe la adunări, activuri de partid, conferințe tot timpul apărea întrebarea despre destinul limbii moldovenești și alfabetul ei. Într-adevăr, nimeni din RASSM nu posedau normele literare ale limbii românești. Atunci cuiva i-a venit în minte o idee nechibzuită ca să invite cadre din România cu scopul de a dezvolta mai repede cultura moldovenească socialistă după conținut și națională după formă. Asta aducea deseori la fapte vădit curioase. Arhivele de partid din vremurile celea, cercetate de noi, aduc un caz nostim, când a fost zădărnicită vorbirea scriitorilor moldoveni la postul de radio din Tiraspol, că un oricare Creangă, președintele Comitetului de radio al Moldovei, emigrant, care a căpătat studii în România, n-a permis scriitorii moldoveni la microfon, motivând prin faptul, că ei, cică, nu știu limba moldovenească (de fapt limba română). În legătură cu asta aveau loc manifestări molcume nu numai ale cititorilor de rând. Lucrătorul științific de la Comitetul Științific Moldovenesc, care susținea normele limbii românești, E. Bagrov, emigrant, în timpul verii anului 1933, a declarat cu mânie în fața activului de partid din Tiraspol: Latinizarea... "întâlnește și până azi o anumită rezistență a locuitorimii moldovenești și chiar din partea unor membri de partid moldoveni" (AP a IIP de pe lângă CC al PCM, f. 49, o. 1, d.2397). Situația ce se crease, ducea logic spre: pentru a ști limba literară moldovenească trebuie să fie însușită limba română... Iar pentru a însuși limba română - trebuia să avem învățători, care terminase școlile românești... Astfel s-a format un cerc vicios închis. Iar cititorul moldovean treptat se înstrăina de presa moldovenească și citea gazete, cărți rusești și ucrainești ș. a. m. d., care îi erau mai pe înțeles. Sunt foarte alarmat, când mă gândesc la faptul, că azi treburile de asemenea se apropie de starea aceia. Nu sunt date despre faptul, că alfabetul latin introdus în RASSM și limba română au apropiat revoluția mondială ori au ajutat la revoluționarizarea locuitorimii spre apus de Nistru, după cum se propaga atunci. N-au lăsat măsurile întreprinse atunci nici un fel de urme pozitive în dezvoltarea culturii naționale, științei de carte ș. a. m. d. afară de o amintire tristă. Se știa un lucru, că puterile agresive din România burgheză urzeau planuri de cucerire a teritoriilor de dincolo de Nistru a Uniunii Sovietice. Faptul acesta s-a dovedit complectamente în anii 1941 – 1944, când România fascistă cu ajutorul lui Hitler a ocupat o parte a Uniunii Sovietice de la Prut până la Bugul de Miază-zi. Viața a arătat, ca cursul luat în lingvistica moldovenească în anul 1932 s-a compromis, nu s-a îndreptățit nici istoricește, nici din punct de vedere politic, nici practic. Alfabetul latin introdus și anulat în anii 30 în RASSM și în multe alte republici sovietice este o pildă vădită de experimente staliniste. Însă stabilirea normelor limbii literare moldovenești continua în mod forțat, decretată de sus. Numai după eliberarea Basarabiei în 1941 au fost alcătuite normele literare ale limbii noastre apropiate de tradițiile scrisului și literaturii clasice. | ” |

Intr-un interviu ulterior, scriitorul Vladimir Beșleagă povestea: „Acea scrisoare a fost o declarație de vârf, de mare responsabilitate și de demnitate, în condițiile sistemului sovietic, dar nu corespundea condițiilor declarațiilor de independență și de suveranitate a Republicii Moldova. [...] Era un grup enorm de semnatari, a impresionat teribil. Au urmat porniri violente, radicale, din partea rusofonilor. Oficialitățile se opuneau teribil atunci când discutam la comisie legislația lingvistică. Una propunea comisia și alta a rămas lege.”.

## Semnificația și recunoașterea ulterioară
„Scrisoarea celor 66” este considerată un gest de restabilire a adevărului istoric și a demnității naționale, reprezentând un moment crucial în procesul de democratizare și afirmare identitară a Republicii Moldova. În 2021, ca semn de recunoaștere, a fost instalată o placă memorială în onoarea celor 66 de intelectuali care au semnat pentru limbă și alfabet.
Publicarea „Scrisorii celor 66” a fost un moment de cotitură în istoria Republicii Moldova, marcând începutul unei mișcări de renaștere națională și culturală, care a condus la recunoașterea limbii române și la independența Moldovei de URSS.